# Carajillo
Carajillo is een Spaanse manier om koffie te serveren. In tegenstelling tot een Spaanse koffie, die in veel restaurants op het menu staat, gaat het hier niet om koffie met Tia Maria en slagroom.
Carajillo is een klein glaasje sterke koffie met een sterke drank, zoals brandy, cognac, rum, whiskey, orujo of picardía (een Spaanse brandewijn die naar men zegt puur niet te drinken is).